# Modello di Kuramoto
Il modello Kuramoto (o modello Kuramoto-Daido ), proposto per la prima volta da Yoshiki Kuramoto (蔵本 由紀?, Kuramoto Yoshiki) , è un modello matematico utilizzato per descrivere la sincronizzazione . Più specificatamente, si tratta di un modello per il comportamento di un ampio insieme di oscillatori accoppiati. La sua formulazione è stata motivata dal comportamento dei sistemi di oscillatori chimici e biologici, e ha trovato applicazioni diffuse in settori quali la neuroscienza e la dinamica delle fiamme oscillanti. Kuramoto fu piuttosto sorpreso quando venne a sapere che il comportamento di alcuni sistemi fisici, i sistemi di giunzioni Josephson, seguiva il suo modello. 
Il modello parte da diverse ipotesi, tra cui l'esistenza di un accoppiamento debole, la natura identica o quasi identica degli oscillatori e la dipendenza sinusoidale delle interazioni dalla differenza di fase tra ciascuna coppia di oggetti. Nella versione originale, gli oscillatori sono perfettamente interscambiabili -- e questa peculiare proprietà (simmetria per permutazione) è sorprendetemente presente nelle giunzioni Josephson (più precisamente nelle giunzioni connesse in serie).

## Definizione
Nella versione originaria del modello Kuramoto, si ritiene che ciascuno degli oscillatori abbia la propria frequenza naturale intrinseca {\displaystyle \omega _{i}} e ciascuno è accoppiato in egual modo a tutti gli altri oscillatori (la simmetria per permutazione menzionata prima). Sorprendentemente, questo modello completamente non lineare può essere risolto esattamente nel limite di oscillatori infiniti, N → ∞; in alternativa, utilizzando argomenti di autoconsistenza si possono ottenere soluzioni in stato stazionario del parametro d'ordine. La forma più popolare del modello ha le seguenti equazioni di governo:
{\displaystyle {\frac {d\theta _{i}}{dt}}=\omega _{i}+{\frac {1}{N}}\sum _{j=1}^{N}K_{ij}\sin(\theta _{j}-\theta _{i}),\qquad i=1\ldots N} ,
dove il sistema è composto da N oscillatori a ciclo limite, con fasi {\displaystyle \theta _{i}} e costante di accoppiamento K .
È possibile aggiungere rumore al sistema. In tal caso, l'equazione originale viene modificata in
{\displaystyle {\frac {d\theta _{i}}{dt}}=\omega _{i}+\zeta _{i}+{\dfrac {K}{N}}\sum _{j=1}^{N}\sin(\theta _{j}-\theta _{i})} ,
Dove {\displaystyle \zeta _{i}} descrive un termine fluttuante nel tempo. Se il rumore è considerato rumore bianco, allora
{\displaystyle \langle \zeta _{i}(t)\rangle =0} ,
{\displaystyle \langle \zeta _{i}(t)\zeta _{j}(t')\rangle =2D\delta _{ij}\delta (t-t')}
con {\displaystyle D} che denota l'intensità del rumore.

## Trasformazione
La trasformazione che permette di risolvere esattamente questo modello (almeno nel limite N → ∞) è la seguente:
Definire i "parametri d'ordine" r e ψ come
{\displaystyle re^{i\psi }={\frac {1}{N}}\sum _{j=1}^{N}e^{i\theta _{j}}} .
Qui r rappresenta la coerenza di fase della popolazione di oscillatori e ψ indica la fase media. Sostituendo nell'equazione si ottiene
{\displaystyle {\frac {d\theta _{i}}{dt}}=\omega _{i}+Kr\sin(\psi -\theta _{i})} .
Pertanto le equazioni degli oscillatori non sono più accoppiate in modo esplicito; sono invece i parametri d'ordine a governare il comportamento. Di solito viene eseguita un'ulteriore trasformazione, in un sistema di riferimento rotante in cui la media statistica delle fasi su tutti gli oscillatori è zero (cioè {\displaystyle \psi =0}). Infine, l'equazione che governa il sistema diventa
{\displaystyle {\frac {d\theta _{i}}{dt}}=\omega _{i}-Kr\sin(\theta _{i})} .

## Limite di grandeN
Consideriamo ora il caso in cui N tende a infinito. Chiamiamo la distribuzione delle frequenze naturali intrinseche come g ( ω ) (assunta normalizzata ). Supponiamo che la densità degli oscillatori in una data fase θ, con data frequenza naturale ω, al tempo t sia {\displaystyle \rho (\theta ,\omega ,t)} . La condizione di normalizzazione richiede che
{\displaystyle \int _{-\pi }^{\pi }\rho (\theta ,\omega ,t)\,d\theta =1.}
L'equazione di continuità per la densità dell'oscillatore sarà
{\displaystyle {\frac {\partial \rho }{\partial t}}+{\frac {\partial }{\partial \theta }}[\rho v]=0,}
dove v è la velocità di deriva degli oscillatori ottenuta prendendo il limite infinito -N nell'equazione trasformata, tale che
{\displaystyle {\frac {\partial \rho }{\partial t}}+{\frac {\partial }{\partial \theta }}[\rho \omega +\rho Kr\sin(\psi -\theta )]=0.}
Infine, la definizione dei parametri d'ordine deve essere riscritta per il limite del continuo ( N infinito). {\displaystyle \theta _{i}} deve essere sostituito dalla sua media d'insieme (su tutto {\displaystyle \omega } ) e la somma deve essere sostituita da un integrale, per dare
{\displaystyle re^{i\psi }=\int _{-\pi }^{\pi }e^{i\theta }\int _{-\infty }^{\infty }\rho (\theta ,\omega ,t)g(\omega )\,d\omega \,d\theta .}

## Soluzioni per il limiteNgrande
Lo stato incoerente con tutti gli oscillatori che si spostano casualmente corrisponde alla soluzione {\displaystyle \rho =1/(2\pi )} . In questo caso {\displaystyle r=0} e non c'è coerenza tra gli oscillatori che sono distribuiti uniformemente in tutte le fasi possibili e la popolazione si trova in uno stato statistico stazionario (sebbene i singoli oscillatori continuino a cambiare fase in base al loro ω intrinseco).
Quando l'accoppiamento K è sufficientemente forte, è possibile una soluzione completamente sincronizzata. Nello stato completamente sincronizzato, tutti gli oscillatori condividono una frequenza comune, anche se le loro fasi possono essere diverse.
Una soluzione per il caso di sincronizzazione parziale produce uno stato in cui solo alcuni oscillatori (quelli vicini alla frequenza naturale media dell'insieme) si sincronizzano; gli altri oscillatori derivano in modo incoerente. Matematicamente, lo stato parzialmente incoerente ha una densità
{\displaystyle \rho =\delta \left(\theta -\psi -\arcsin \left({\frac {\omega }{Kr}}\right)\right)}
per gli oscillatori agganciati, e
{\displaystyle \rho ={\frac {\rm {normalization\;constant}}{(\omega -Kr\sin(\theta -\psi ))}}}
per gli oscillatori la cui fase relativa cambia. Il passaggio da una popolazione all'altra si verifica quando {\displaystyle |\omega |<Kr} .
Quando {\displaystyle g} è unimodale e simmetrico, allora una soluzione di stato stabile per il sistema è {\displaystyle r=rK\int _{-\pi /2}^{\pi /2}\cos ^{2}\theta g(Kr\sin \theta )d\theta } All'aumentare dell'accoppiamento si raggiunge un valore critico {\displaystyle K_{c}=2/\pi g(0)} tale che quando {\displaystyle K<K_{c}}, la media a lungo termine è incoerente ({\displaystyle r=0}). Quando {\displaystyle K=K_{c}(1+\mu )}, dove {\displaystyle \mu >0} è piccolo, allora {\displaystyle r\approx {\sqrt {\frac {16}{\pi K_{\mathrm {c} }^{3}}}}{\sqrt {\frac {\mu }{-g^{\prime \prime }(0)}}}}

## Caso diNpiccolo
Quando N è piccolo, le soluzioni fornite sopra non funzionano, poiché non è possibile utilizzare l'approssimazione del continuo.
Il caso N=2 è banale. Nel sistema di riferimento in rotazione {\displaystyle \omega _{1}=-\omega _{2}}, e quindi il moto è completamente descritto dall'angolo tra i due oscillatori: {\displaystyle \Delta \theta =\theta _{1}-\theta _{2}} . Quando {\displaystyle K<K_{c}=2|\omega _{1}|}, l'angolo ruota sulla circonferenza (vale a dire, l'oscillatore veloce continua a ruotare attorno all'oscillatore lento). Quando {\displaystyle K>K_{c}}, l'angolo cade in un attrattore stabile (i due oscillatori si agganciano in fase). Allo stesso modo, lo spazio delle fasi del caso N=3 è un toro bidimensionale, e quindi il sistema evolve come un flusso sul toro bidimensionale, e non può essere caotico.
Il caos si può verificare solo quando N=4. Per alcuni valori di {\displaystyle \omega _{1},\omega _{2},\omega _{3},K}, il sistema ha uno attrattore strano .

## Collegamento ai sistemi hamiltoniani
Il modello dissipativo di Kuramoto è contenuto in alcuni sistemi hamiltoniani conservativi con hamiltoniana della forma
{\displaystyle {\mathcal {H}}(q_{1},\ldots ,q_{N},p_{1},\ldots ,p_{N})=\sum _{i=1}^{N}{\frac {\omega _{i}}{2}}(q_{i}^{2}+p_{i}^{2})+{\frac {K}{4N}}\sum _{i,j=1}^{N}(q_{i}p_{j}-q_{j}p_{i})(q_{j}^{2}+p_{j}^{2}-q_{i}^{2}-p_{i}^{2})}
Dopo una trasformazione canonica in variabili azione-angolo con azioni {\displaystyle I_{i}=\left(q_{i}^{2}+p_{i}^{2}\right)/2} e angoli (fasi) {\displaystyle \phi _{i}=\mathrm {arctan} \left(q_{i}/p_{i}\right)}, la dinamica esatta di Kuramoto emerge su varietà invarianti di costante {\displaystyle I_{i}\equiv I} . Con l'Hamiltoniana trasformata
{\displaystyle {\mathcal {H'}}(I_{1},\ldots I_{N},\phi _{1}\ldots ,\phi _{N})=\sum _{i=1}^{N}\omega _{i}I_{i}-{\frac {K}{N}}\sum _{i=1}^{N}\sum _{j=1}^{N}{\sqrt {I_{j}I_{i}}}(I_{j}-I_{i})\sin(\phi _{j}-\phi _{i}),}
L'equazione del moto di Hamilton diventa
{\displaystyle {\frac {dI_{i}}{dt}}=-{\frac {\partial {\mathcal {H}}'}{\partial \phi _{i}}}=-{\frac {2K}{N}}\sum _{k=1}^{N}{\sqrt {I_{k}I_{i}}}(I_{k}-I_{i})\cos(\phi _{k}-\phi _{i})}
E
{\displaystyle {\frac {d\phi _{i}}{dt}}={\frac {\partial {\mathcal {H}}'}{\partial I_{i}}}=\omega _{i}+{\frac {K}{N}}\sum _{k=1}^{N}\left[2{\sqrt {I_{i}I_{k}}}\sin(\phi _{k}-\phi _{i})\right.\left.+{\sqrt {I_{k}/I_{i}}}(I_{k}-I_{i})\sin(\phi _{k}-\phi _{i})\right].}
Quindi il manifold con {\displaystyle I_{j}=I} è invariante perché {\displaystyle {\frac {dI_{i}}{dt}}=0} e la dinamica di fase {\displaystyle {\frac {d\phi _{i}}{dt}}} diventa la dinamica del modello Kuramoto (con le stesse costanti di accoppiamento per {\displaystyle I=1/2}). Questa classe di sistemi hamiltoniani caratterizza alcuni sistemi quantistico-classici, tra cui i condensati di Bose-Einstein.

## Varianti del modello

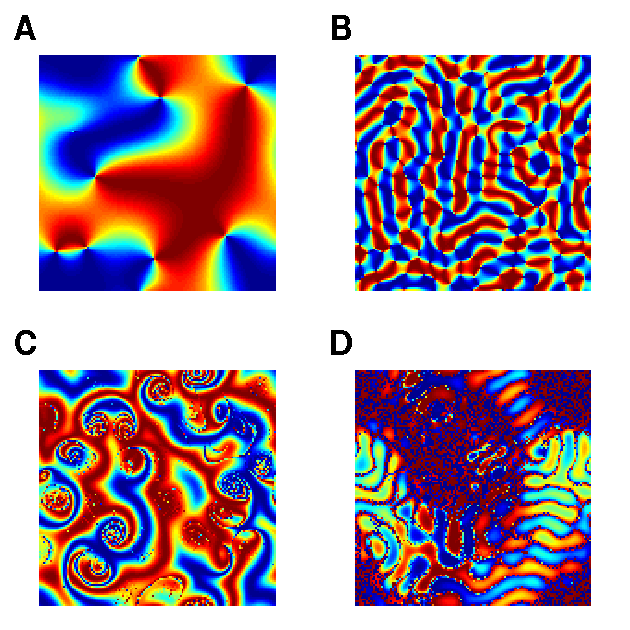
Modelli di sincronizzazione distinti in una matrice bidimensionale di oscillatori di tipo Kuramoto con diverse funzioni di interazione di fase e topologie di accoppiamento spaziale. (A) Girandole. (B) Onde. (C) Chimere. (D) Chimere e onde combinate. La scala cromatica indica la fase dell'oscillatore.

Esistono diversi tipi di varianti che possono essere applicate al modello originale presentato sopra. Alcuni modelli modificano la struttura topologica, altri consentono pesi eterogenei e altri ancora sono più correlati ai modelli che si ispirano al modello Kuramoto ma non hanno la stessa forma funzionale.

### Varianti della topologia della rete
Oltre al modello originale, che ha una topologia tutto collegato a tutto (all-to-all), una topologia di tipo rete complessa sufficientemente densa è adatta al trattamento del campo medio utilizzato nella soluzione del modello originale (si veda Trasformazione e limite N  grande sopra per maggiori informazioni). Le topologie di rete come gli anelli e le popolazioni accoppiate supportano stati chimera. Ci si può anche chiedere quale sia il comportamento dei modelli in cui vi sono topologie intrinsecamente locali, come quelle unidimensionali, di cui la catena e l'anello sono esempi prototipali. In tali topologie, in cui l'accoppiamento non scala come 1/ N, non è possibile applicare l'approccio canonico del campo medio, quindi bisogna fare affidamento sull'analisi caso per caso, utilizzando le simmetrie ogniqualvolta sia possibile, il che può fornire la base per ricavare la forma generale delle soluzioni.
La sincronia uniforme, le onde e le spirali possono essere facilmente osservate nelle reti Kuramoto bidimensionali con accoppiamento locale diffusivo. La stabilità delle onde in questi modelli può essere determinata analiticamente utilizzando i metodi di analisi della stabilità di Turing. La sincronia uniforme tende a essere stabile quando l'accoppiamento locale è ovunque positivo, mentre le onde si generano quando le connessioni a lungo raggio sono negative (accoppiamento surround inibitorio). Le onde e la sincronia sono collegate da un ramo di soluzioni topologicamente distinto noto come increspatura. Si tratta di deviazioni spazialmente periodiche di bassa ampiezza che emergono dallo stato uniforme (o dallo stato d'onda) tramite una biforcazione di Hopf . L'esistenza di soluzioni di increspatura è stata prevista (ma non osservata) da Wiley, Strogatz e Girvan, che le hanno chiamate stati q multi-twisted.
La topologia su cui è studiato il modello Kuramoto può essere resa adattiva mediante l'uso di un modello di fitness che mostra un miglioramento della sincronizzazione e della percolazione in modo auto-organizzato.
Un grafo con il grado minimo almeno {\displaystyle d_{min}\geq 0.5\ n} sarà connesso. Tuttavia esiste una soglia di connettività critica {\displaystyle \mu _{c}}affinché un grafico si sincronizzi un po' di più, e per qualsiasi grafo su {\displaystyle n} nodi con grado minimo {\displaystyle d_{min}\geq \mu _{c}(n-1)} si sincronizza globalmente per {\displaystyle n} abbastanza grande. Il minimo massimo si trovano tra {\displaystyle 0.6875\leq \mu _{c}\leq 0.75} .
Allo stesso modo è noto che i grafi di Erdős-Rényi con probabilità al bordo esattamente {\displaystyle p=(1+\epsilon )\ln(n)/n}, se {\displaystyle n} va all'infinito saranno connessi ed è stato ipotizzato che questo valore sia anche quello per cui questi grafi casuali subiscono la sincronizzazione, come un preprint del 2022 afferma di aver dimostrato.

### Variazioni della topologia di rete e dei pesi di rete: dal coordinamento dei veicoli alla sincronizzazione cerebrale
Alcuni lavori nella comunità della teoria del controllo si sono concentrati sul modello Kuramoto su reti e con pesi eterogenei (vale a dire che l'intensità dell'interazione tra due oscillatori qualsiasi può essere arbitraria). La dinamica di questo modello è la seguente:
{\displaystyle {\frac {d\theta _{i}}{dt}}=\omega _{i}+\sum _{j=1}^{N}a_{ij}\sin(\theta _{j}-\theta _{i}),\qquad i=1\ldots N}
Dove {\displaystyle a_{ij}} è un numero reale positivo diverso da zero se l'oscillatore {\displaystyle j} è collegato all'oscillatore {\displaystyle i} . Tale modello consente uno studio più realistico, ad esempio, delle reti di distribuzione della potenza elettrica, del comportamento gregaleDato , della formazione e del coordinamento dei veicoli. Nel lavoro di Dörfler e colleghi, diversi teoremi forniscono condizioni rigorose per la sincronizzazione di fase e frequenza di questo modello. Ulteriori studi, motivati da osservazioni sperimentali in neuroscienze, si concentrano sulla derivazione di condizioni analitiche per la sincronizzazione del cluster di oscillatori Kuramoto eterogenei su topologie di rete arbitrarie. Dato che il modello Kuramoto sembra svolgere un ruolo chiave nella valutazione dei fenomeni di sincronizzazione nel cervello, le condizioni teoriche che supportano i risultati empirici possono aprire la strada a una comprensione più profonda dei fenomeni di sincronizzazione neuronale.

### Varianti della funzione di interazione di fase
Kuramoto ha approssimato l'interazione di fase tra due oscillatori qualsiasi tramite la sua prima componente di Fourier, vale a dire {\displaystyle \Gamma (\phi )=\sin(\phi )}, Dove {\displaystyle \phi =\theta _{j}-\theta _{i}} . Si possono ottenere approssimazioni migliori includendo componenti di Fourier di ordine superiore,
{\displaystyle \Gamma (\phi )=\sin(\phi )+a_{1}\sin(2\phi +b_{1})+...+a_{n}\sin(2n\phi +b_{n})} ,
dove i parametri {\displaystyle a_{i}} e {\displaystyle b_{i}} devono essere stimati. Ad esempio, la sincronizzazione tra una rete di neuroni Hodgkin-Huxley debolmente accoppiati può essere replicata utilizzando oscillatori accoppiati che mantengono le prime quattro componenti di Fourier della funzione di interazione. L'introduzione di termini di interazione di fase di ordine superiore può anche indurre interessanti fenomeni dinamici come stati parzialmente sincronizzati, cicli eteroclinici, e dinamiche caotiche .

## Disponibilità
- La libreria pyclustering[33] include un'implementazione in Python e C++ del modello Kuramoto e delle sue modifiche. La libreria è inoltre composta da reti oscillanti (per l'analisi dei cluster, il riconoscimento di pattern, la colorazione dei grafici, la segmentazione delle immagini) basate sul modello Kuramoto e sull'oscillatore di fase.